# Šakovica
Shakovicë en albanais et Šakovica en serbe latin (en serbe cyrillique : Шаковица) est une localité du Kosovo située dans la commune/municipalité de Podujevë/Podujevo, district de Pristina (Kosovo) ou district de Kosovo (Serbie). Selon le recensement kosovar de 2011, elle compte 619 habitants.

## Démographie

### Évolution historique de la population dans la localité
| 1948 | 1953 | 1961 | 1971 | 1981 | 1991 | 2011 |
| ---- | ---- | ---- | ---- | ---- | ---- | ---- |
| 260  | 290  | 331  | 385  | 507  | 603  | 619  |

|  |

### Répartition de la population par nationalités (2011)
En 2011, les Albanais représentaient 99,68 % de la population.